# Parafia św. Mikołaja BM w Tarczynie
Parafia pw. św. Mikołaja BM w Tarczynie – parafia rzymskokatolicka należąca do dekanatu tarczyńskiego, archidiecezji warszawskiej, metropolii warszawskiej Kościoła katolickiego. Siedziba parafii mieści się w Tarczynie. Obsługiwana przez księży diecezjalnych.

## Historia
Parafia została erygowana w XIV wieku.

### Kościół parafialny
Kościół św. Mikołaja BM w Tarczynie
Obecny kościół parafialny pochodzi z XVI wieku, wybudowany w stylu gotyckim.
Pierwsze wzmianki o kościele przywołuje w swojej książce Józef Łukaszewicz:
"… kościół ten istniał już w 14. wieku, albowiem w roku 1406 Janusz książę mazowiecki wynosząc kościół ś. Jana Chrzciciela w Warszawie do rzędu kolegiat, dla proboszcza tej kolegiaty przeznaczył kościół, czyli raczej beneficium tarczyńskie. W archiwum konsystorskiem w Poznaniu są ślady kościoła w Tarczynie dopiero na początku 16. wieku. Tak np. w aktach biskupich z roku 1512 znajduje się pod dniem 23. Marca erekcya ołtarza pod tytułem ś. Anny i ś. Stanisława …"
Kaplicę św. Anny ufundowali Mokronowscy, zaś św. Stanisława, z dwoma ołtarzami, właściciele Jeżewic. Teolog króla Zygmunta Augusta, Jan Kwasik, był fundatorem cennej biblioteki. Wizytujący kościół w 1630 r. biskup Łubieński zapisał: …  jest cały murowany, lecz winą czasu (temporis injuria) i z niedbalstwa poprzedników w ścianach swoich osłabiony i brudny.
Prawdopodobnie wizyta biskupa spowodowała, że niejaki Gabryel Władysławski, nauczyciel Władysława IV, przeprowadził restaurację świątyni. W następnych latach, szczególnie podczas wojen szwedzkich, kościół zaczął podupadać i dopiero za sprawą biskupa chełmińskiego i proboszcza warszawskiego Kazimierz Jana Szczuki domy boskie w Łomży i Tarczynie jego szczodrobliwością nowym kształtem przeformowane zostały.